# Били
Били е анимационен герой от сериала „Мрачните приключения на Били и Манди“.
Били е твърдоглаво дете, което върши само глупости. Били е слаб ученик, който на всеки тест изкарва двойка. В един от епизодите момчето кара Грим да превърне двойката в шестица. След промяната той става умен. Озвучава се от Ричард Хорвитз. Били носи сини панталони, бяла тениска със синя черта и червена шапка.